# Annarita Sidoti
Annarita Sidoti, italijanska atletinja, * 25. julij 1969, Gioiosa Marea, Italija, † 21. maj 2015, Gioiosa Marea.
Nastopila je na poletnih olimpijskih igrah v letih 1992, 1996 in 2000, najboljšo uvrstitev je dosegla leta 1992 s sedmim mestom v hitri hoji na 10 km. Na svetovnih prvenstvih je osvojila naslov prvakinje leta 1997, na evropskih prvenstvih dve zlati in srebrno medaljo, na evropskih dvoranskih prvenstvih pa zlato in bronasto medaljo v hitri hoji na 3000 m.